# زمین‌لرزه ۲۰۰۳ بینگل
زمین‌لرزه بینگل  در تاریخ ۱ مه ۲۰۰۳ میلادی، برابر با ‎۱۱ اردیبهشت ۱۳۸۲، ساعت ۰:۲۷:۰۴ به زمان یوتی‌سی در ترکیه، منطقه بینگل رخ داد. ژرفای این زلزله ۱۴ کیلومتر بود، و بزرگی آن ۶٫۳ در مقیاس Mw اعلام شده‌است. زمین‌لرزه به وقت محلی در روز پنج‌شنبه، ساعت ۲ روی داده و منطقه زمانی آن یوتی‌سی +۲ بوده‌است (با لحاظ تغییر ساعت تابستانی).
سازمان زمین‌شناسی آمریکا نیز رومرکز این زمین‌لرزه را در مختصات ۳۹°۰۰′۲۵″شمالی ۴۰°۲۷′۵۰″شرقی / ۳۹٫۰۰۷°شمالی ۴۰٫۴۶۴°شرقی و ژرفای آن را در ۱۰ کیلومتر گزارش کرده‌است. بزرگی برگزیدهٔ این سازمان از میان بزرگی‌های محاسبه‌شدهٔ مختلف ۶٫۴ در مقیاس Mw بوده و از دید اثر، در میان چهار دسته‌بندی «نامحسوس»، «محسوس»، «زیان‌آور» یا «با تلفات»، زلزله را «با تلفات» اعلام کرده‌است.۷۱۸ ساختمان در زمین‌لرزه خراب شده‌است.رانش زمین در آن به وجود آمده‌است.
پروژهٔ «تنسور گشتاور مرکزوار» زاویه‌های (راستا، شیب، ریک) گسل سازندهٔ زمین‌لرزه و صفحه عمود بر آن را (°۳۳۳، °۶۷، °۱۷۱-) یا (°۲۳۹، °۸۲، °۲۴-) و نوع گسل را «امتدادلغز» فرارسانده‌است.
شمار کشتگان زلزله حدود ۱۷۷ نفر بوده‌است.تعداد زخمیان ۵۲۱ نفر برآورده شده‌است.بی‌خانمان شدگان نیز ۴۵۰۰۰ نفر اعلام شده‌است.